# Apatophyllum constablei
Apatophyllum constablei är en benvedsväxtart som beskrevs av Mcgill. Apatophyllum constablei ingår i släktet Apatophyllum och familjen Celastraceae. Inga underarter finns listade.